# Chris Whitley
Christopher Becker "Chris" Whitley, född 31 augusti 1960 i Houston, Texas, död 20 november 2005 i Houston, Texas, var en amerikansk blues/rock-singer-songwriter och gitarrist. Under sin 25-åriga karriär släppte han mer än ett dussin album, hade två låtar i topp 50 på Billboards Mainstream Rock-lista och tilldelades två Independent Music Awards. Whitley hämtade sin musikaliska stil från blues, jazz och rock och spelade förutom sin egen musik in låtar av artister från många genrer. Whitley avled 2005 i lungcancer, 45 år gammal.
Whitley föddes i Houston i Texas och lärde sig spela gitarr vid femton års ålder. Hans pappa var art director och hans mamma var skulptör. Under ungdomsåren bodde han i Dallas, Texas, Oklahoma, Connecticut, Mexiko och Vermont. Hans föräldrars musiksmak, däribland Muddy Waters, Howlin' Wolf, Bob Dylan och Jimi Hendrix, influerade Whitley.

## Karriär
Under det tidiga 1980-talet spelade Whitley på gatorna i New York City och samarbetade med musikerna Marc Miller, Arto Lindsay och Michael Beinhorn. Han flyttade 1981 till Gent i Belgien och bodde där under sex år, under vilka han spelade in flera album med band som Kuruki, 2 Belgen, Nacht Und Nebel, Alan Fawn och A Noh Rodeo.

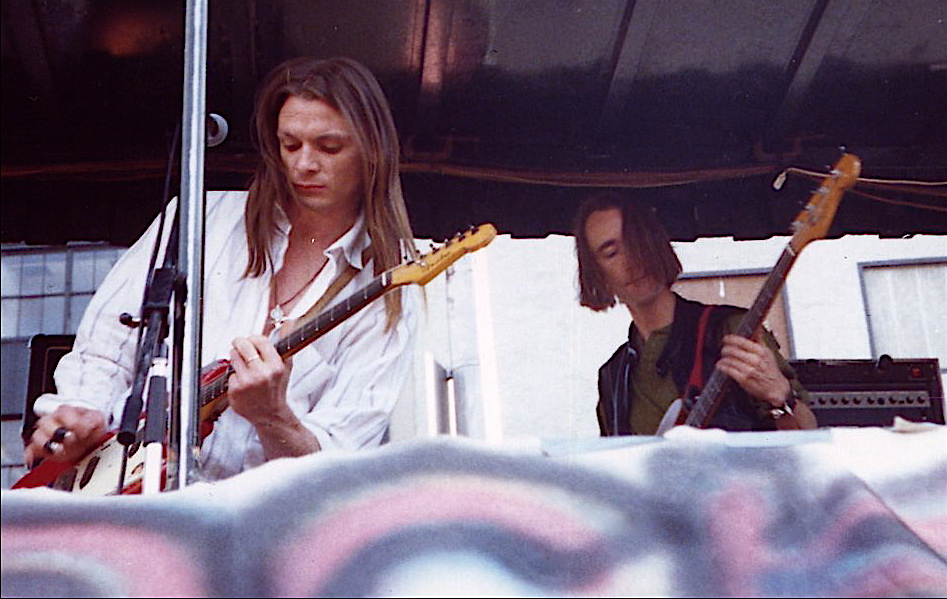
Whitley med Alan Gevaert från Deus i slutet av 1990-talet i New York City.

1988 hörde producenten Daniel Lanois Whitley uppträda på Mondo Cane-klubben i New York City och han hjälpte Whitley att få ett skivkontrakt med Columbia Records. 1991 låg två av Whitleys låtar på Billboard Mainstream Rock-listorna: "Big Sky Country" (nummer 36) och "Living with the Law" (nummer 28).
År 2000 spelade Whitley in sitt album Perfect Day, ett album med coverlåtar, med Chris Wood och Billy Martin och följde upp med albumet Rocket House 2001. 
Whitleys låt "Breaking Your Fall" från albumet Hotel Vast Horizon (2003) vann 3rd Annual Independent Music Awards (IMAs) i kategorin Folk/Singer-Songwriter Song. 2004 vann han 4th Annual Independent Music Award i kategorin Blues/R&B Song för sin låt "Her Furious Angels" från albumet War Crime Blues. Whitley har även varit medlem i IMAs domarpanel.

## Musikstil
Whitleys musikstil har många influenser. 2001 beskrev The New York Times honom som "rastlös, rör sig ibland in i noise-rock och minimalistisk jazz som minner om Chet Baker och Sonic Youth lika mycket som Robert Johnson". Han spelade in låtar av Robert Johnson, Bob Dylan, Lou Reed, James Brown, JJ Cale, The Clash, Nat King Cole, The Doors, Willie Dixon, The Flaming Lips, Jimi Hendrix, Howlin' Wolf, The Jesus and Mary Chain, Kraftwerk, Gary Numan, Prince, The Stooges och Sonny Boy Williamson II.
Framstående personer som sagt sig vara fans av Whitleys musik är bl a Dave Matthews, Bruce Springsteen, John Mellencamp, Bruce Hornsby, Tom Petty, Myles Kennedy, Don Henley, Iggy Pop, Alanis Morissette, Sandi Thom, John Mayer, Gavin DeGraw, Joe Bonamassa och Keith Richards.  
Whitley använde många olika alternativa stämningar på instrumentet. Ofta kombinerade han fingerspel och slide på en National resonator-gitarr.

## Död
Hösten 2005 ställde Whitley in sin turné på grund av hälsoproblem. I november rapporterades han vara obotligt sjuk i lungcancer och vårdades på hospice. Han dog den 20 november 2005 i Houston i Texas vid 45 års ålder. Efter hans död sa artisten John Mayer, "[Whitleys] något låga profil i popkulturen gav honom en inte mycket till dödsruna, men för dem som kände till hans verk ses han som en av de mest underskattade förlusterna i all musik."  Whitley lämnade efter sig dottern, Trixie Whitley, även hon musiker och artist.

## Diskografi
- Livin with the Law (1991)
- Big Sky Country (singel, 1991)
- Din of Ecstasy (1995)
- Terra Incognita (1997)
- Dirt Floor (1998)
- Live at Martyrs' (1999/2000 - inspelad live 1999)
- Perfect Day med Billy Martin och Chris Wood (2000)
- Rocket House (2001)
- Long Way Around: An Anthology: 1991-2001 (2002)
- Pigs Will Fly (soundtrack) med Warner Poland och Kai-Uwe Kohlschmidt (2003)
- Hotel Vast Horizon (2003)
- Weed (2004)
- War Crime Blues (2004)
- Big Sky Country (2005 Sony BMG-utgåva som representerar hans Columbia Records-år)
- Soft Dangerous Shores (2005)
- Reiter in med The Bastard Club (2006)
- Dislocation Blues med Jeff Lang (2006)
- On Air (2008 - inspelad live 2003)